# ELYSION 〜永遠のサンクチュアリ〜
『ELYSION ～永遠のサンクチュアリ～』（エリュシオン 〜えいえんのサンクチュアリ〜）は、2000年8月10日にTeriosより発売されたアダルトゲーム。

## 概要
本作は、孤島にそびえ建つ洋館の内部フロア、及び洋館とその周辺が描かれたトップビューの2DフィールドでコンピュータRPGのように主人公キャラクターを操作し、サスペンス風味の溢れるシナリオを進めていく恋愛アドベンチャーゲームである。
後にNECインターチャネルの手で家庭用ゲーム機へ移植され、2002年7月25日にはドリームキャスト (DC) 版が、2003年5月1日にはそれを元にしたPlayStation 2 (PS2) 版が発売された。どちらもPC版にあった過激なセックス描写や肌の過剰な露出を払拭した代わりに、新ヒロインのシャルロッテと、より真実に迫る新シナリオが追加されている。また、バッドエンドに関しても、家庭用ゲーム機のレイティングに抵触する残酷なものは差し替えられた。

## あらすじ
主人公の葛城遼一はかつてベルリンで内科医を務めていたが、ある事件によりその職を追われていた。
蓄えも尽きかけたある日、遼一は旧友のアレックスに誘われ、アドリア海に浮かぶ孤島のサンタ・マリア島へと向かう。そこにある古びた洋館では、時代の流れから隔絶されたかのように、老主人のテオ・パドリーノと世界各地から非合法に招集された美しいメイド達の格式張った生活が繰り広げられていた。
遼一を主治医として呼んだテオは、彼にメイド達の管理も命じ、特にその中の1名を専属メイドとするよう命ずる。果たしてその真意とは?

## 登場人物
声優名は家庭用ゲーム機版での表記。PC版は非公表。

### 主人公
葛城 遼一（かつらぎ りょういち）
内科医の青年。かつてはドイツ医師会でクラスAの評価を得る程優秀な医師だったが、ある事件をきっかけにベルリン医療センターを退職後、宛ても無く暮らしていた所を旧友のアレックスに誘われ、テオの洋館を訪れた。

### メインヒロイン
大原 魅麗（おおはら みれい）
声：来見沢琴美 / 身長：164cm / スリーサイズ：91-59-87(cm)
通称はミレイ。日本出身。ツインテールの髪型と巨乳が特徴の、明るく前向きなメイド。主にキッチン業務を担当。
世間知らずの裕福な家庭育ちで、素直で信じやすく、周囲からよくからかわれている。ピアノが趣味。
クリスティン・マクレイン
声：本田わか / 身長：172cm / スリーサイズ：89-58-88(cm)
通称はクリス。アメリカ合衆国出身。冷静沈着でどんな時も眼鏡を手放さず、何事もこなす優秀な古株メイド。主に忠実なメイドとして業務に勤しむ一方、独自の思惑で何かを行っている。ディアナとはメイド観の相違や宗教的な部分で対立することが多い。
元々はニューヨークに移民してきたアイルランド人で菌類の科学者を目指しており、ハイスクール卒業後は父が営む製薬会社の研究員として働いていたが、ある事件をきっかけに屋敷のメイドとなった。実は生き別れの兄がいる。
ジョバンナ・ロッセリーニ
声：榊るな / 身長：168cm / スリーサイズ：92-58-88(cm)
通称はジェーン。イタリア出身。ウェーブの掛かった金髪と全メイド中最大を誇る巨乳が特徴のメイド。主にハウスメイド業務を担当するが、食肉捌きも好む。サボり癖とあまり良くない酒癖が玉に瑕。
シチリア島で農園を営む家の娘で、その家庭の事情で屋敷のメイドとなった。とても陽気なムードメーカーであり、メイドの中では唯一現在の状況を肯定的に受け止めている。
ダイアナ・ハーディ
声：高奈ゆか / 身長：160cm / スリーサイズ：82-56-82(cm)
通称はディアナ。イギリス出身。おかっぱ調のボブカットが特徴のメイド。これはジェーンとはルームメイト。
イングランドの貴族の血を引いているが、東洋系の血も引いている少女。幼いころから親と接さずに暮らしたため、内向的で暗い性格である。親から命じられ屋敷のメイドになった。イズモという名前の猫を飼っている。

### サブヒロイン
マリア・パドリーノ
声：岩田由貴 / 身長：158cm / スリーサイズ：84-58-85(cm)
通称はマリア。出身地のイタリアには両親と兄が居る。テオにとっては孫に当たり、いわゆる箱入り娘だが、利発で強い意志の持ち主でもある。
マナ
声：笹野葉月
ゲオハルトに扱き使われている少女。ユーゴスラビア出身。乗っていた船が難破し、サンタ・マリア島に流れ着いた。島の者で言葉が通じるのは、ゲオハルトのみ。メインヒロイン全員を攻略後に攻略可能となる。
ヘレナ・スタウチェ
声：佐藤美佳子
メイドの1人。アルバニア出身。元は孤児で、ブルーノに育てられた。かなりのドジっ子。マナと同じく、メインヒロイン全員を攻略後に攻略可能となる。
フローリィ
声：ひと美
洋館の地下に幽閉されている謎の少女。ユダヤ出身。メインヒロイン全員とマリアを攻略後に攻略可能となる。実はテオと深いかかわりがある。
シャルロッテ・ミュラー
声：大谷育江
通称はロッティー。DC版以降で追加された新ヒロイン。マリア専属の最年少メイド。ミレイを攻略後に攻略可能となる。

### その他
テオ・パドリーノ
声：家弓家正
洋館の主であり、コムニオン会長を務める老人。足腰の衰えから、移動は常に車椅子を使用する。ある思惑から遼一を自分の主治医に指名し、サンタ・マリア島に招いた。かつては枢軸軍（おそらくはドイツ）に所属し、地獄の東部戦線を経験していたらしく、共産主義者に対する敵意は峻烈なほど強い。実は悲しい過去を秘めた人物でもある。
アントニオ
声：鈴置洋孝
コムニオンの一員。皮肉屋であり、遼一に対しても何かと斜に構えた態度で接する。ジョバンナのことを非常に気にかけており、保護者のような態度で接する。ミレイもそこそこ気にいっている模様。
ソード
声：風間勇刀
コムニオンの一員。「ソード」とは顔の傷から付けられた呼称であり、本名は不明。元はIRAのコマンドに属していた凄腕。その正体はクリスの生き別れた実兄である。
ブルーノ
声：高瀬右光
コムニオンの一員。ヘレナの育ての親。無口で洋館一の巨漢だが、実は優しい性格。司祭の資格を持っており、ミサも執り行う。
元々はフィレンツェの教会で拾われた孤児で、そうした環境に悲観して子供の頃はかなり荒れた生活を送っていた過去がある。ある時にそれが原因でシチリアマフィアにリンチされてしまうが、マフィアと敵対していたパドリーノに救われ、コムニオンの一員となった。
アレックス・ホフマン
声：藤原啓治
遼一の旧友であるベルリン医療センターの神経外科医。陽気な性格だが、裏表が激しい。
テオの主治医という仕事を遼一に持ち掛けた張本人だが、実はパドリーノの招聘に応じて臓器移植に関するある薬の研究を行っている。
グルーチョ
声：秋元羊介
洋館の料理長。耳かき一杯程度の調味料の不足に拘るほど料理への思い入れは強く、テオにすら口出しさせないほど。
ゲオハルト
声：広瀬正志
猫背の庭師。マナの言葉を唯一理解できるが、歪みきった性格で彼女を扱き使っている。恋人をテロで失った。
フランツ
声：塚田正昭
ロッコ
声：小西克幸
灰色の医師
声：広瀬正志
シルヴィアーナ
声：深見梨加
通称はシルヴィ。洋館のハウスキーパーとテオの秘書を務める、大柄の美女。オカルト知識に長けている。実は歴史的に有名な魔術師に仕えていた過去を持つ。

## 用語
サンタ・マリア島
舞台となるアドリア海上の孤島。実在するサンタマリア島とは無関係。イタリアとスロベニア（旧ユーゴスラビア）の国境に位置しており、その立地から冷戦終結直前の1988年までの40年間、国連指定の立入禁止区域に指定されていた。現在は正式にイタリア領となっているが、前述の理由から一般の地図に位置は記載されておらず、パドリーノによると未だに測量業者も訪れていないという。
島にはパドリーノたちが住む洋館や森、葡萄畑、小さな町のほか、唯一の産業であるコムニオンワイン事業部のワイナリーが所在している。また、南と東には小さな船着場が、洋館にはヘリポートが存在する。
洋館
作中の主要な舞台となる洋館で、パドリーノたちが住む地上3階・地下1階建ての本館と使用人たちが住む別館などで構成される。元々は19世紀にオーストリア貴族の居城として建てられたもので、最初の欧州大戦以降住む者もなく長い間空き家となっていたものを、パドリーノが物語開始の12年前に買い取った。
実は第二次大戦中、ドイツ軍によって現地で拘束されたユダヤ人たちを実験材料として行われていた生体実験用の施設として利用されていた。パドリーノにとってかけがえのないものを守る場所でもある。
コムニオン
パドリーノが会長を務める、ヴェネツィアに本社を置く貿易業を中心とする総合企業グループ。その成立は古く、15世紀にヴェネツィアが地中海貿易を独占していた頃の武装商船団が元になったともいわれる。
現在こそ企業の体を成しているが、長らくヴェネツィアという都市国家の一つの裏の顔であり、マフィアと対立していた過去を持つ非合法組織としての一面も持っている。

## 関連書籍
- ムック
  - ELYSION 〜永遠のサンクチュアリ〜 設定原画集 - コンパスより発売。ISBN 4877630678
  - ELYSION 〜永遠のサンクチュアリ〜 公式ビジュアルブック - 角川書店より発売。ISBN 4047070505
  - ELYSION 〜永遠のサンクチュアリ〜 公式コンプリートガイド - ソフトバンククリエイティブより発売。ISBN 4797320583
- 小説
  - ELYSION 〜永遠のサンクチュアリ〜 - 著：緋色煌二。ワニブックスより発売。ISBN 4847033698